# Pana (fiume)
Il Pana (in russo Пана?) è un fiume della Russia europea settentrionale situato sulla penisola di Kola (oblast' di Murmansk), è un affluente di destra del fiume Varzuga.
Il fiume ha origine da un sistema di laghi vicino al monte Fëdorov Tundra. Scorre verso sud-est. La foce del fiume si trova a 97 km della sponda destra del fiume Varzuga. La sua lunghezza è di 114 km, il bacino idrografico è di 2890 km². Alla foce, la larghezza del Pana è di circa 100 m. Ci sono diversi laghi lungo il suo corso.